# Stegodyphus bicolor
Stegodyphus bicolor är en spindelart som först beskrevs av O. Pickard-Cambridge 1869.  Stegodyphus bicolor ingår i släktet Stegodyphus och familjen sammetsspindlar. Inga underarter finns listade i Catalogue of Life.